# Jean-Charles de Fontbrune
Jean-Charles de Fontbrune (né le 29 octobre 1935 à Sarlat - mort le 7 décembre 2010 à Brive-la-Gaillarde) est un écrivain français, exégète de Nostradamus.

## Biographie
Son père, Max Pigeard de Gurbert, médecin à Sarlat, est l'auteur en 1938 des Prophéties de Maistre Michel Nostradamus expliquées et commentées, publié sous le pseudonyme du Dr de Fontbrune à Sarlat et qui sera saisi sous l'Occupation. Sous son influence, Jean Pigeard de Gurbert s'intéresse aux travaux de Nostradamus dès 1963 et prend le nom de plume de Jean-Charles de Fontbrune, d'après une autre branche de sa famille.
Son ouvrage Nostradamus, historien et prophète, publié en 1980, connaît un succès commercial considérable.
Il a deux frères, dont l'un, antiquaire, lui fera le reproche d'adopter dans son livre un ton trop sensationnel, au rebours de l’œuvre érudite de leur père.

## Publications

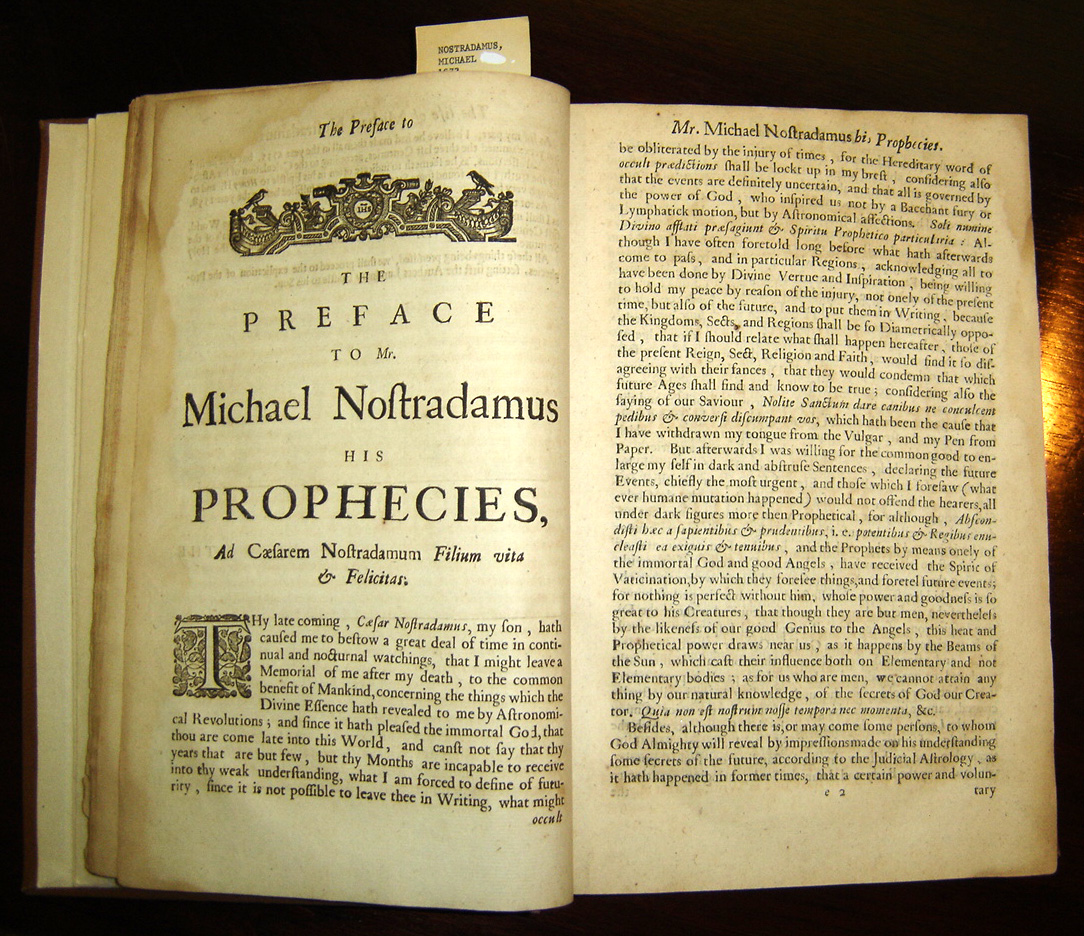

- Nostradamus, historien et prophète, t. 1, Éditions du Rocher, 1980,
- Nostradamus, historien et prophète, t. 2, Éditions du Rocher, 1982,
- Histoire et prophétie des papes, Éditions du Rocher, 1984
- Nostradamus, nouvelles prophéties, Ramsay, 1995
- Nostradamus : médecin et prophète, Éditions du Rocher, 1999
- Nostradamus aura-t-il raison ?, Éditions du Rocher, 2003
- Nostradamus l'avait prédit, Éditions du Rocher, 2009